# Bischofsholz
Bischofsholz ist ein Gemeindeteil der Stadt Hilpoltstein im Landkreis Roth (Mittelfranken, Bayern). Bischofsholz liegt in der Gemarkung Pierheim.

## Lage
Das Dorf liegt westlich der Autobahn A 9 und nördlich des Main-Donau-Kanals etwa sechs Kilometer östlich des Stadtkerns von Hilpoltstein.
Die Ortsflur ist circa 183 Hektar groß.

## Geschichte
Etwa einen halben Kilometer von Bischofsholz entfernt wurden ein Silexabschlag und vorgeschichtliche Scherben gefunden.
Bischofsholz, entstanden in der mittelalterlichen Rodungsperiode des Bistums Eichstätt, als es sich nach Norden ausweitete, gehörte zum Herrschaftsgebiet der Herren von (Hilpolt-)Stein. 1320 ist der Weiler erstmals urkundlich genannt, als Konrad von Haimburg, ein Enkel Heinrichs des Blutigers von Stein († um 1280) und Sohn des Heinrich von Haimburg († 1293), als Dompropst zu Regensburg dem Kloster St. Klara zu Nürnberg sein Eigengut zu Bischofsholz übergab. 1354 wird der Stein’sche Lehenbesitz „Bischofsdorf“ genannt. Nach dem Aussterben der Herren von Stein gelangte deren Herrschaftsgebiet 1385 an die bayerischen Herzöge. 
Nach dem Landshuter Erbfolgekrieg kam 1505 das herzoglich-bayerische Amt Hilpoltstein und damit „Bischoffsholtz“ zu dem neuen Herzogtum Pfalz-Neuburg. Mit dem pfalz-neuburgischen Amt Hilpoltstein war der Weiler von 1542 bis 1578 an die Reichsstadt Nürnberg verpfändet. Mit diesem Herrschaftswechsel war auch ein sofortiger Religionswechsel verbunden; so war das Amt Hilpoltstein und damit auch Bischofsholz ab 1542 protestantisch. Die von Nürnberg vorgenommene Güterbeschreibung, ein Salbuch von 1544, weist für Bischofsholz „7 Mannschaften, Höf und Güter“ aus.
Ab 1578 war das verpfändete Amt Hilpoltstein und damit auch Bischofsholz von Pfalz-Neuburg wieder eingelöst. Da Pfalz-Neuburg inzwischen protestantisch geworden war, kam die Rückkehr zur katholischen Glaubensausübung erst, als unter dem konvertierten Pfalzgraf Wolfgang Wilhelm 1627 die Gegenreformation erfolgte. Hierzu waren in Hilpoltstein Jesuiten aus Eichstätt tätig.
1792 verkaufte der Bauer Georg Stöckl seinen Hof („Stöckelhof“), aus dem im 18. Jahrhundert zwei katholische Geistliche hervorgegangen waren, an den Herrn von Eckert des Rittergutes Mörlach, der 1793 auch die Jagdgerechtsame in der Bischofsholzer Flur erhielt. 1812 stand der Hof mit dem Rittergut Mörlach erneut zum Verkauf.
Gegen Ende des Alten Reiches, um 1800, bestand Bischofsholz wie spätestens seit dem 16. Jahrhundert aus sieben Untertanen-Anwesen fünf verschiedener Grundherren. Drei gehörten spätestens seit 1544 dem St. Klaraamt in Nürnberg, je einer der Grundherr’schen Stiftungsadministration Nürnberg (die Gebrüder Peter und Paul Grundherr von Altenthann waren 1434 mit dem reichslehenbaren Gut belehnt worden), dem pfalz-neuburgischen/kurbayerischen Kastenamt Hilpoltstein und der Pfarrkirche Hilpoltstein, ein weiteres Gut gehörte je zur Hälfte der Pfarrkirche Hilpoltstein und der Filialkirche Mörlach. Im Ort standen eine Kapelle und das Hirtenhaus als gemeindlicher Besitz. Die hohe Gerichtsbarkeit übte das Pflegamt Hilpoltstein aus.
Im neuen Königreich Bayern (1806) wurde ein Steuerdistrikt Mörsdorf gebildet; zu dem auch Bischofsholz gehörte. 1818 wurde der Weiler zum Steuerdistrikt Mörsdorf, 1820 zur Gemeinde Mörlach und 1913 zur Gemeinde Pierheim gegeben.
1875 gab es in der Gemeinde Pierheim zwölf Pferde, 238 Stück Rindvieh, 26 Schweine und neun Ziegen, davon in Bischofsholz fünf Pferde und 58 Stück Rindvieh. Die Kinder besuchten die katholische Schule des Hilpoltsteiner Filialkirchdorfes Mörlach.
1925 wurde Bischofsholz elektrifiziert, 2006/07 kanalisiert.
Bei der Gebietsreform in Bayern wurde die bis dahin eigenständige Gemeinde Pierheim am 1. Januar 1971 aufgelöst; Pierheim ließ sich nach Meckenhausen, Bischofsholz am 1. Juli 1972 nach Hilpoltstein eingemeinden.

## Einwohnerentwicklung
- 1818: 42 (8 „Feuerstellen“ = Herdstätten/Anwesen; 8 Familien)[17]
- 1836: 38 (8 Häuser)[18]
- 1861: 44 (16 Gebäude)[19]
- 1871: 41 (16 Gebäude)[20]
- 1904: 34 (7 Wohngebäude)[21]
- 1938: 50 (nur Katholiken)[22]
- 1950: 47 (7 Anwesen)[23]
- 1961: 37 (7 Wohngebäude)[24]
- 1970: 43[25]
- 1987: 39 (10 Wohngebäude, 12 Wohnungen)[26]

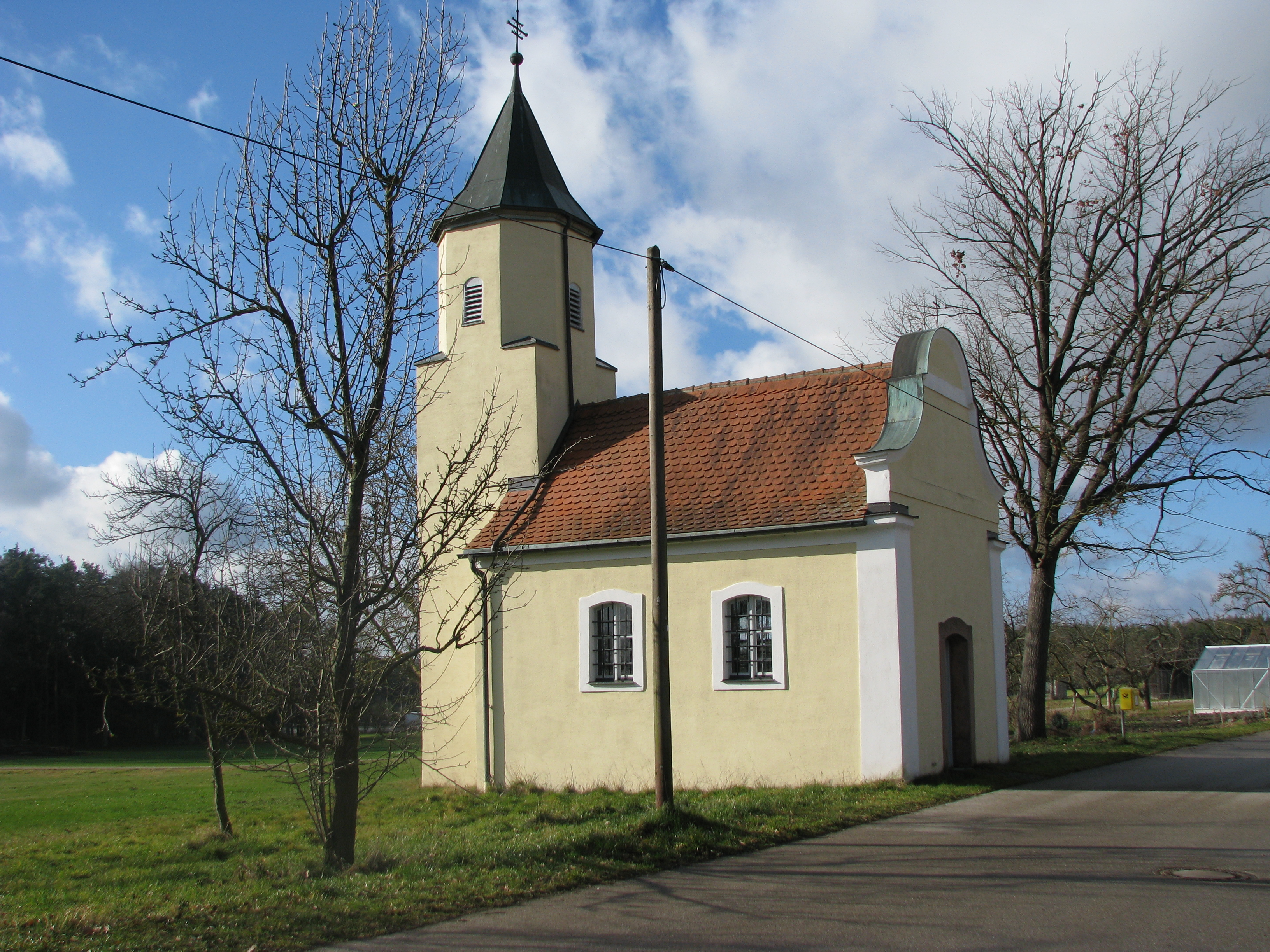
Ortskapelle

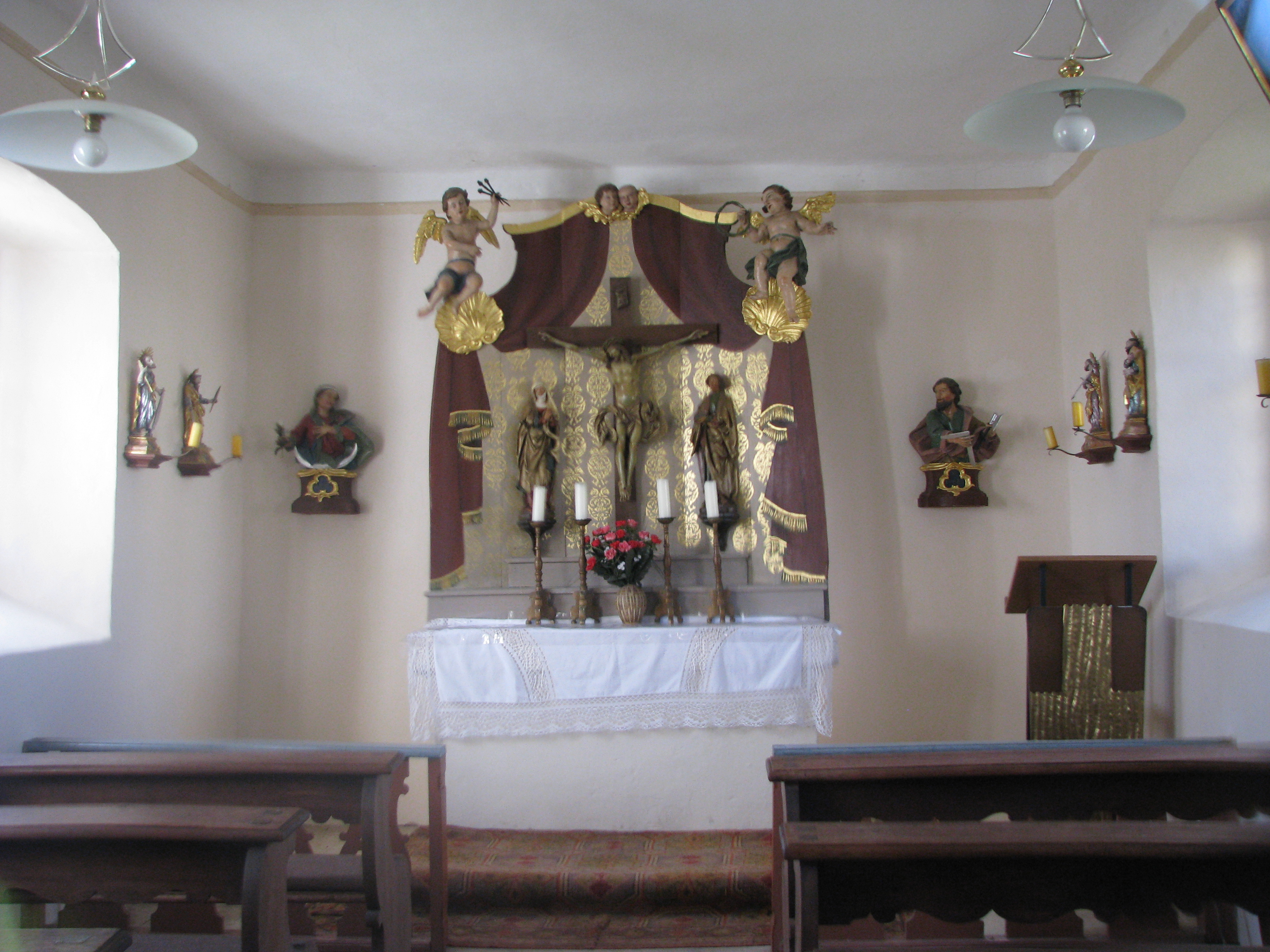
Blick in die Kapelle

## Katholische Ortskapelle
1790, so die Bezeichnung im Türsturz, wurde die Kapelle, ein „künstlerisch hochwertiger Barockbau“, vom Eigentümer der benachbarten Hofstelle erbaut. 1792 ist sie genannt. Sie ist mit einem Kreuzpartikel ausgestattet. Der erdgeschossige Putzbau am östlichen Ortsausgang mit Satteldach, geschweiftem Giebel und östlichem Turm mit achtseitigem Spitzhelm gilt als Baudenkmal. 

## Verkehr
Bischofsholz liegt etwas westlich der Kreisstraße RH 28. Von dieser zweigt eine Gemeindeverbindungsstraße nach Bischofsholz und weiter nach Minettenheim ab. Nordöstlich von Bischofsholz mündet die Kreisstraße RH 28 in die Staatsstraße 2238 ein. Den nahen Main-Donau-Kanal erreicht man über einen Weg, der von Bischofsholz in Richtung Süden geht.

## Persönlichkeiten
- Johann Baptist Stöckl, * 25. März 1762 in Bischofsholz, † 12. Januar 1829, katholischer Geistlicher, Autor katechetischer Werke und religiöser Erbauungsbücher[29]
- Joseph Aloys Stöckl, * 4. Januar 1777 in Bischofsholz, katholischer Geistlicher, † 28. Mai 1831[30]